# Hylaeus feai
Hylaeus feai là một loài Hymenoptera trong họ Colletidae. Loài này được Vachal mô tả khoa học năm 1895.